# Menkaureova pyramida
Menkaureova pyramida (též Mykerinova) je nejmenší pyramida, která se nachází v Gíze u Káhiry (Egypt). Její jméno v překladu znamená Božský je Menkaure. V době jejího vzniku už byla egyptská říše pravděpodobně oslabena, ale není známo, kvůli čemu se tak stalo. 
Král Menkaure (řec. Mykerinos) měl být dobrotivý panovník. Podle tradice se za jeho vlády vedlo lidu mnohem lépe než za jeho předchůdců.
Jeho pyramida je na poli v Gíze nejmenší, ale i tak už nikdo jiný po něm vyšší pyramidu nepostavil. Základna pyramidy měří 102×104 metru a vysoká je „jen“ 66,45 metru. Sklon pyramidy je přibližně 51°.
Na její stavbu bylo použito větší množství žuly, což byl materiál mnohem prestižnější než pískovec. Jádro je z vápencových bloků, které byly podstatně větší než u předchozích pyramid. Podle dostupných zpráv byla pyramida ze všech nejkrásnější, a to díky obložení, které mělo být v dolní třetině z asuánské červené žuly, ve střední třetině z bílého turského vápence a špička byla opět z červené žuly. Toto obložení se dochovalo až do 16. století, kdy bylo uloupeno mamlúky.
Ve 12. století za vlády ajjúbovského sultána al-Malek al-Aziz Othman ben Yusufa měly být egyptské pyramidy zdemolovány, první na řadě byla právě Menkaureova pyramida. Dělníci však za 8 měsíců práce dokázali pouze narušit severní stranu pyramidy, poté byly práce zastaveny pro přílišnou složitost.
Na rozdíl od předchozích pyramid nevznikl u této pyramidy hřbitov panovníkových příbuzných a úředníků, ale i zde se nachází komplex chrámů a tři malé pyramidy, určené pravděpodobně pro faraonovy manželky. Údolní a zádušní chrám spojovala cesta z hlazených vápencových kvádrů. 

## Průzkum
Ve 30. letech 19. století Menkaureovu pyramidu zaměřili a prozkoumali Angličané Richard Vyse a John Perring v rámci svého výzkumu pyramid v Gíze. V pohřební komoře nalezli bohatě zdobený kamenný sarkofág, který však v roce 1838 během přepravy do Anglie zmizel ve Středozemním moři, když loď ztroskotala mezi Maltou a Španělskem. Dalším nálezem byla poškozená dřevěná rakev s faraonovým jménem a neúplnými lidskými ostatky. Podle pozdějších zkoumání a analýz pocházela až z Pozdní nebo Římské doby. 

Schéma pyramidy

Důkladný archeologický průzkum Menkauréovy pyramidy a přilehlého komplexu prováděli od roku 1905 Američané pod vedením George Reisnera. Jedním z důležitých výsledků šetření bylo zjištění, že spodní část pyramidy byla v průběhu výstavby změněna, což dokládají dva vstupy. V údolním chrámu nalezl 52 soch krále Menkaura, mezi nimi triády, které představují faraona spolu s bohyní Hathor a personifikací některého z krajů Egypta. Umělecky hodnotné je sousoší z šedočerné břidlice zachycující faraona ve společnosti ženy, pravděpodobně jeho manželky (ve sbírkách Muzea výtvarného umění v Bostonu). V zádušním chrámu objevil fragmenty alabastrové sochy Menkaura v nadživotní velikosti.
Vstup do pyramidy se nachází ve výšce asi čtyř metrů na severní straně. Šachta probíhající šikmo dolů a dlouhá 32 metrů vede do komory o rozměrech 3,63×3,16 metru s úzkými falešnými dveřmi. Na ni se napojuje vodorovná chodba chráněná třemi kamennými zátarasy. Odtud vede tunel vodorovně do středu stavby, předsíně, která byla vytesána do vzrostlé skály pod úrovní terénu. Nad tímto přístupem do předsíně se shora otevírá další přístupová šachta, která však končí slepě v podlahové desce a byla opuštěna již při výstavbě. Krátká chodba vede vchodem v podlaze předsíně do vlastní pohřební komory níže. Z chodby o několik kroků níže odbočuje postranní komora, která je vybavena šesti výklenky (každý měří asi 2,50 metru × 0,60 metru a je 1,4 metru vysoký), jejichž význam je však nejasný. Samotná pohřební komora měří 6,59 metru × 2,62 metru a je vysoká 3,43 metru. Byla celá obložena červenou žulou. Žulové trámy stropu byly opracovány tak, aby strop vypadal jako valená klenba. Komora leží asi 15,5 metru pod úrovní základny pyramidy.